# Orahovo (Foča, BiH)
Orahovo je naseljeno mjesto u općini Foči, Republika Srpska, BiH. Nalazi se sjeverno od rijeke Ćehotine i istočno od Drine.
Nastalo je spajanjem naselja Gornjeg i Donjeg Orahova.

## Stanovništvo
| Narod     | Popis 1961. | Popis 1971. | Popis 1981. | Popis 1991. |
| --------- | ----------- | ----------- | ----------- | ----------- |
| Hrvati    |             |             |             |             |
| Muslimani |             | 49          | 18          | 24          |
| Srbi      | 310         | 403         | 312         | 208         |
| ostali    |             | 15          |             | 4           |
| Ukupno    | 310         | 467         | 330         | 308         |